# Etienne Buysse
Etienne Buysse (Aalter, 19 maart 1944) is een voormalig Belgisch wielrenner. Hij was beroepsrenner van 1966 tot 1971.

## Belangrijkste overwinningen
1967
- Ingelmunster
- Sint-Martens-Latem
- Aartrijke

1968
- Beveren-Waas
- Ruiselede
- Sint-Kwintens-Lennik
- Vichte
- Laarne
- Zomergem
- Eke

1969
- Kortemark

1970
- Oostakker
- Omloop van Oost-Vlaanderen, Ertvelde
- Melle
- Landegem

1971
- Omloop van het Houtland

## Resultaten in voornaamste wedstrijden
| Jaar | Gent-Wevelgem | Amstel Gold Race |
| ---- | ------------- | ---------------- |
| 1968 | 49e           | 7e               |